# Balatongyöröki belügyi üdülő
A volt belügyi üdülő Balatongyörökön, a Balaton északi partján, a tóhoz közel található épület.
A Belügyminisztériumi Vármegyei és Állami Rendőrségi Számvevőségi Tisztviselők Fürdő és Üdülőhelyi Egyesülete 1930 augusztusában építési engedélyt kért, hogy ősztől Balatongyörökön, közel a tóhoz egy – a tervek szerint – 60 szobás, emeletes üdülőt építsenek. Az építéshez és a berendezéshez szükséges anyagi forrásokat az egyesület adományok és felajánlások formájában tudta biztosítani. A neobarokk stílusú épületet 1934. július 11-én adták át ünnepélyes keretek közt a belügyminiszter, Keresztes-Fischer Ferenc jelenlében. Az üdülő évtizedekig a Belügyminisztérium szállójaként működött.
Az emeletes, egyszerű épületet barokkos bejárattal díszítették. Az összképet díszes kovácsoltvas erkélyek és zöld spaletták teszik egységessé. Az udvaron rózsakert, medence és a csend segítette a pihenést, míg az épület mögötti park és a sportpályák az aktív kikapcsolódást szolgálták.